# Rebecca Wisocky
Rebecca Wisocky es una actriz de televisión, cine y teatro estadounidense. Ha actuado en cine, televisión y teatro desde mediados de los 90, pero es más conocida por su papel de la socialité Evelyn Powell en la comedia dramática televisiva Devious Maids (2013).
Wisocky ganó el premio Obie por su interpretación de Leni Riefenstahl en 'Amazons and Their Men. También actuó en muchas otras producciones teatrales. En televisión, apareció en The Mentalist, Desperate Housewives, American Horror Story, 90210, Big Love y Law & Order: Special Victims Unit. 
Reside entre Nueva York y Los Ángeles.

## Biografía
Wisocky nació en York, Pensilvania. Comenzó su carrera como actriz en York Little Theatre, un teatro comunitario, donde pasó la mayor parte de su infancia. También asistió a la Escuela de Artes del Gobernador de Pensilvania. Más tarde, Wisocky se mudó a la ciudad de Nueva York y se graduó de la Universidad de Nueva York en el Teatro Experimental Wingapareció.
Wisocky comenzó a trabajar en el teatro, apareciendo en Broadway en 1995 en The Play's the Thing. Más tarde, Wisocky actuó en muchas producciones teatrales, principalmente interpretando a mujeres fuertes, como Lady Macbeth y Medea. En 2008, ganó el premio Obie a la interpretación distinguida de una actriz por su papel de la cineasta alemana de la era nazi Leni Riefenstahl en Amazons and Their Men, de Jordan Harrison. También actuó en varias otras obras fuera de Broadway, como Don Juan regresa de la guerra, El diente del crimen y Hot 'N Throbbing.
Wisocky tuvo papeles secundarios en varias películas, incluidas Pollock (2000), Funny Money (2006) y Atlas Shrugged: Part I (2011). Hizo su debut televisivo en 2000, en un episodio de la comedia de HBO Sex and the City. En años posteriores, también fue estrella invitada en Law & Order, Law & Order: Criminal Intent, Law & Order: Special Victims Unit, The Sopranos, NCIS, Bones, Big Love y como Queen Mab en True Blood. Wisocky tuvo papeles recurrentes en la serie 90210 de CW de 2010 a 2011, The Mentalist (2010-2013) de CBS como Brenda Shettrick, y en la primera temporada de la serie de FX American Horror Story como Lorraine Harvey.
A principios de 2012, Marc Cherry eligió a Wisocky en su piloto de televisión de comedia dramática Devious Maids como Evelyn Ford, la principal antagonista del programa. Anteriormente, interpretó a la madre de Bree en Desperate Housewives (episodio "Mujeres y muerte"). La serie estaba originalmente en desarrollo para transmitirse por ABC, pero no fue elegida. En junio de 2012, Lifetime recogió el piloto con un pedido de trece episodios para emitirse a principios de 2013. Wisocky ha recibido críticas positivas de los críticos por su actuación en la serie. En 2014, fue elegida junto a Sally Field en la próxima película de comedia dramática, Hello, My Name Is Doris, dirigida por Michael Showalter. 

## Vida personal
Rebecca Wisocky se casó con su novio de mucho tiempo, Lap Chi Chu el 10 de octubre de 2015. El dúo se comprometió nueve meses antes, el 5 de enero de 2015. A juzgar por su actividad en Instagram, la vida matrimonial de los tortolitos no podría ser más feliz.
La pareja que no tenía hijos hasta el momento que celebró la encantadora ceremonia de boda. De hecho, la despedida de soltera también fue bastante suave. Asistieron sus compañeros de reparto de Devious Maids. Lap Chi Chu es un diseñador de iluminación con sede en Nueva York y Los Ángeles conocido por sus trabajos Off Broadway.

## Filmografía
- Ghosts (2021-presente) .... Hetty Woodstone
- 911 (2018) ... Marjorie Daniels
- Hello, My Name Is Doris (2015-2016)
- Once Upon a Time (2014) .... Madame Faustina
- Devious Maids (2013) .... Evelyn Powell
- American Horror Story (2011) .... Lorraine Harvey
- True Blood (2011)  ....  Reina Mab
- 90210 (2010/2011) ....  Principal Nowack
- Atlas Shrugged (2011) ....  Lillian Rearden
- Ghosts/Aliens (2009) (TV) .... Deb Hamburger
- El mentalista (2008) (TV) .... Brenda Shettrick
- Salvando a Grace (2007) Serie de televisión .... Millie Holm
- My Two Fans (2009) .... Patricia
- Henry May Long (2009) .... Mary
- Law & Order: Special Victims Unit (1999) .... Dra. Paula Greenfield/Marcy Cochran
- Funny Money (2006) .... MM. Virginia
- The Picture of Dorian Gray (2006) .... Ursula Wooten
- Untitled Patricia Heaton Project (2006) (TV) .... Heike Gaert
- Law & Order: Criminal Intent (2001) .... CSU Tech/Dede McCann
- Escape Artist (2005) .... Rachel
- Flightless Birds (2005) .... DeAnn
- Pollock (2000) .... Dorothy Seiberling
- It Had to Be You (2000) .... Mesera

## Teatro
- God's Ear .... Lenora
- Amazons and Their Men .... Leni Riefenstahl
- Hot'n'Throbbing ..... VO
- Medea in Jerusalem .... Medea
- Tatjana in Color .... Wally
- Antigone .... Creon
- The Squirrel .... Jessica
- The Bitter Tears of Petra von Kant .... Petra
- Sueno .... Estrella (MCC)
- Middle Finger .... Myrna (Ma-Yi)
- A Tale of Two Cities .... Madame Defarge
- Hot Keys .... Calitha
- Tooth of Crime .... Becky Lou
- 36 Views .... Elizabeth